# Nescafé

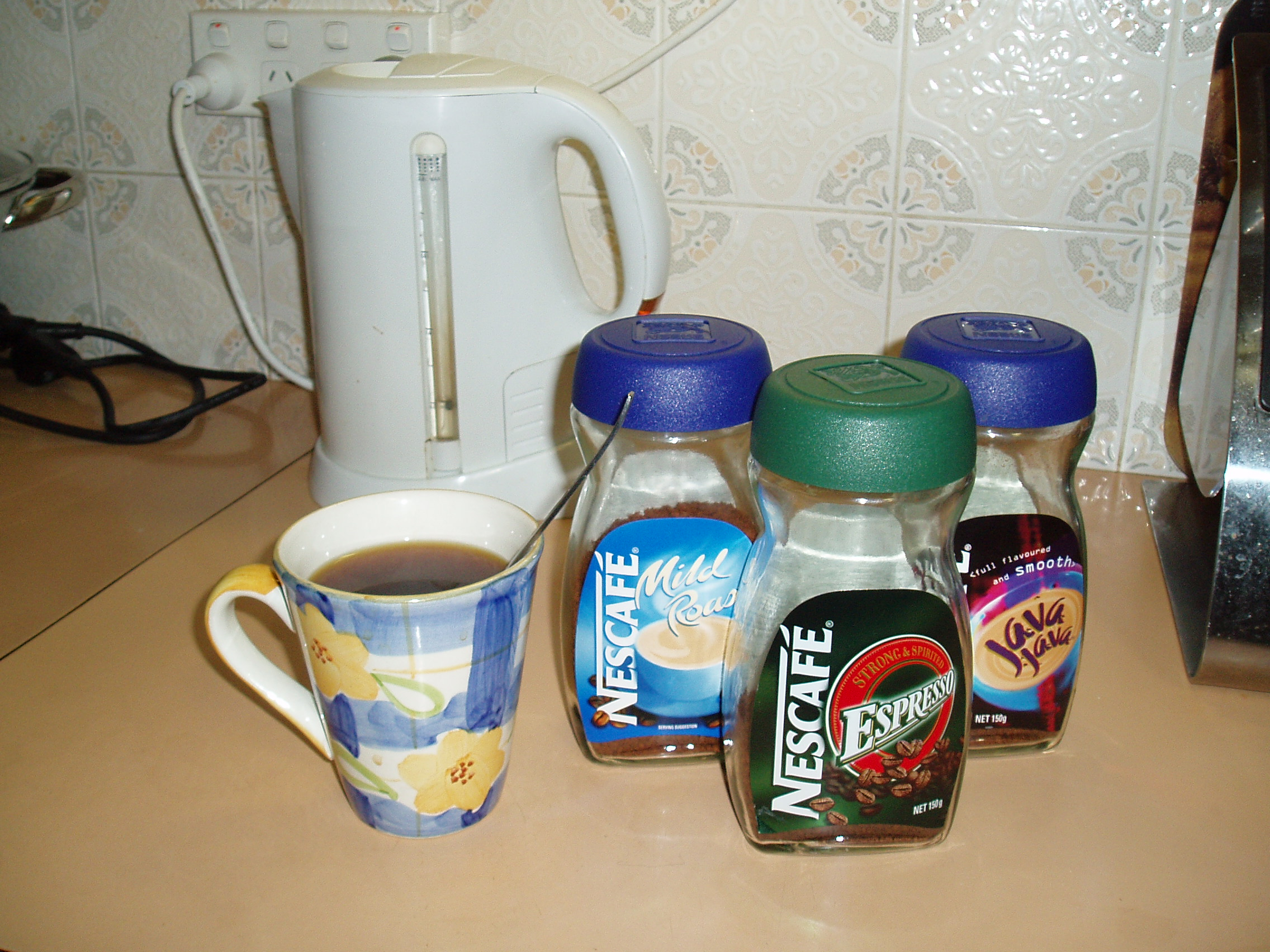
Ett urval ur snabbkaffeserien Nescafé.

Nescafé är ett varumärke för snabbkaffe från Nestlé. Det finns cirka 170 olika Nescafé-varianter i världen. I Sverige finns omkring 15 olika varianter, bland annat ice coffee, café au lait, espresso, capuccino och latte macchiato.
Det uppfanns redan på 1930-talet, då den brasilianska regeringen skickade en förfrågan till Nestlé: Skulle det gå att få fram ett gott kaffe, där man bara behöver tillsätta kokande vatten? Efter sju år av laboratorieförsök lanserades Nescafé i Schweiz 1 april 1938. Namnet är en kombination av Nestlé och café (franska för kaffe). Det stora genombrottet kom under andra världskriget då den amerikanska armén föredrog att dricka Nescafé. 
I Sverige förekommer uttalet "näskaffe" i vardagligt tal, både som benämning på snabbkaffe av det här varumärket och av andra märken. Detta försvenskade uttal (efter det franska originalet) har även ibland letat sig in i skriftspråket.